# Billerbeck (Einbeck)
Billerbeck ist eine Ortschaft der Stadt Einbeck im südniedersächsischen Landkreis Northeim.

## Geografie
Billerbeck befindet sich im nordöstlichen Teil der Stadt Einbeck.

## Geschichte
Im Zuge der Gebietsreform in Niedersachsen, die am 1. März 1974 stattfand, wurde die zuvor selbständige Gemeinde Billerbeck in die Gemeinde Kreiensen eingegliedert. Als Teil dieser Gemeinde wurde Billerbeck am 1. Januar 2013 eine Ortschaft der neugebildeten Stadt Einbeck.

## Politik
Aufgrund seiner geringen Einwohnerzahl wird Billerbeck nicht von einem Ortsrat, sondern von einem Ortsvorsteher vertreten. Aktuell ist Hendrik Weidner in dieser Funktion.

## Wirtschaft und Infrastruktur
Im Osten des Ortes verläuft die Schnellfahrstrecke Hannover–Würzburg der Bahn, die im Osten mit dem Hopfenbergtunnel durch den Hopfenberg und im Südwesten, wenige hundert Meter vom Dorf entfernt, auf der 1056 m langen Auetalbrücke in bis zu 38 m Höhe über das Tal der Aue führt.
Der Haltepunkt Billerbeck-Haieshausen lag an der mittlerweile stillgelegten Bahnstrecke Osterode–Kreiensen.